# Estádio Deputado Edgar Borges Montenegro
Estádio Deputado Edgar Borges Montenegro – stadion piłkarski, w Açu, Rio Grande do Norte, Brazylia, na którym swoje mecze rozgrywa klub Associação Sportiva Sociedade Unida. Jego pojemność wynosi 4000 miejsc.